# جوسيف فون هيمبل
جوسيف فون هيمبل (بالألمانية: Josef von Hempel)‏ هو رسام نمساوي، ولد في 9 فبراير 1800 في فيينا في النمسا، وتوفي في 2 سبتمبر 1871.